# Ausztrália a 2022. évi téli olimpiai játékokon
Ausztrália a kínai Pekingben megrendezett 2022. évi téli olimpiai játékok egyik részt vevő nemzete volt. Az országot az olimpián 10 sportágban 43 sportoló képviselte, akik összesen 4 érmet szereztek.

## Érmesek
| Érem  | Versenyző        | Sportág      | Versenyszám    |
| ----- | ---------------- | ------------ | -------------- |
| Arany | Jakara Anthony   | Síakrobatika | Női mogul      |
| Ezüst | Scotty James     | Snowboard    | Férfi halfpipe |
| Ezüst | Jaclyn Narracott | Szkeleton    | Női            |
| Bronz | Tess Coady       | Snowboard    | Női slopestyle |

## Alpesisí
Férfi
| Versenyző            | Versenyszám      | 1. futam      | 1. futam      | 2. futam | 2. futam | Összesítés | Összesítés |
| Versenyző            | Versenyszám      | Idő           | Hely.         | Idő      | Hely.    | Idő        | Helyezés   |
| -------------------- | ---------------- | ------------- | ------------- | -------- | -------- | ---------- | ---------- |
| Louis Muhlen-Schulte | Óriás-műlesiklás | 1:08,44       | 32.           | 1:10,01  | 21.      | 2:18,48    | 23.        |
| Louis Muhlen-Schulte | Műlesiklás       | nem ért célba | nem ért célba | kiesett  | kiesett  | kiesett    | kiesett    |

Női
| Versenyző      | Versenyszám            | 1. futam      | 1. futam      | 2. futam | 2. futam | Összesítés | Összesítés |
| Versenyző      | Versenyszám            | Idő           | Hely.         | Idő      | Hely.    | Idő        | Helyezés   |
| -------------- | ---------------------- | ------------- | ------------- | -------- | -------- | ---------- | ---------- |
| Greta Small    | Lesiklás               |               |               |          |          | 1:36,53    | 26.        |
| Greta Small    | Szuperóriás-műlesiklás |               |               |          |          | 1:16,97    | 31.        |
| Kathryn Parker | Műlesiklás             | nem ért célba | nem ért célba | kiesett  | kiesett  | kiesett    | kiesett    |

| Versenyző   | Versenyszám | Lesiklás | Lesiklás | Műlesiklás | Műlesiklás | Összesítés | Összesítés |
| Versenyző   | Versenyszám | Idő      | Hely.    | Idő        | Hely.      | Idő        | Helyezés   |
| ----------- | ----------- | -------- | -------- | ---------- | ---------- | ---------- | ---------- |
| Greta Small | Összetett   | 1:34,38  | 18.      | 1:00,17    | 13.        | 2:34,55    | 13.        |

## Bob
Női
| Versenyző                       | Versenyszám | 1. futam | 1. futam | 2. futam | 2. futam | 3. futam | 3. futam | 4. futam | 4. futam | Összesítés | Összesítés |
| Versenyző                       | Versenyszám | Idő      | Hely.    | Idő      | Hely.    | Idő      | Hely.    | Idő      | Hely.    | Idő        | Helyezés   |
| ------------------------------- | ----------- | -------- | -------- | -------- | -------- | -------- | -------- | -------- | -------- | ---------- | ---------- |
| Breeana Walker                  | Mono        | 1:05,55  | 10.      | 1:05,54  | 6.       | 1:05,16  | 2.       | 1:05,21  | 2.       | 4:21,46    | 5.         |
| Kiara Reddingius Breeana Walker | Kettes      | 1:01,98  | 15.      | 1:02,11  | 11.      | 1:02,04  | 11.      | 1:02,51  | 20.      | 4:08,64    | 16.        |

* – a bob vezetője

## Curling

### Vegyes páros
- Tahli Gill
- Dean Hewitt

Csoportkör
| Nemzet                 | Név                                   | Gy | V | Gy–V | P+ | P- | Gy end | V end | Üres endek | Rabolt endek | Lökés % | DSC   |
| ---------------------- | ------------------------------------- | -- | - | ---- | -- | -- | ------ | ----- | ---------- | ------------ | ------- | ----- |
| Olaszország (ITA)      | Stefania Constantini / Amos Mosaner   | 9  | 0 | –    | 79 | 48 | 43     | 28    | 0          | 17           | 79%     | 25,34 |
| Norvégia (NOR)         | Kristin Skaslien / Magnus Nedregotten | 6  | 3 | 1–0  | 68 | 50 | 40     | 28    | 0          | 15           | 82%     | 24,48 |
| Nagy-Britannia (GBR)   | Jennifer Dodds / Bruce Mouat          | 6  | 3 | 0–1  | 60 | 50 | 38     | 33    | 0          | 12           | 79%     | 22,48 |
| Svédország (SWE)       | Almida de Val / Oskar Eriksson        | 5  | 4 | 1–0  | 55 | 54 | 35     | 33    | 0          | 10           | 76%     | 21,77 |
| Kanada (CAN)           | Rachel Homan / John Morris            | 5  | 4 | 0–1  | 57 | 54 | 33     | 39    | 0          | 8            | 78%     | 53,73 |
| Csehország (CZE)       | Zuzana Paulová / Tomáš Paul           | 4  | 5 | –    | 50 | 65 | 29     | 39    | 1          | 7            | 75%     | 33,41 |
| Svájc (SUI)            | Jenny Perret / Martin Rios            | 3  | 6 | 1–0  | 55 | 58 | 32     | 39    | 0          | 6            | 73%     | 39,04 |
| Egyesült Államok (USA) | Vicky Persinger / Chris Plys          | 3  | 6 | 0–1  | 50 | 67 | 34     | 36    | 0          | 9            | 74%     | 27,29 |
| Kína (CHN)             | Fan Suyuan / Ling Zhi                 | 2  | 7 | 1–0  | 51 | 64 | 34     | 36    | 0          | 7            | 74%     | 17,81 |
| Ausztrália (AUS)       | Tahli Gill / Dean Hewitt              | 2  | 7 | 0–1  | 52 | 67 | 31     | 38    | 1          | 8            | 72%     | 50,51 |

1. forduló, február 2., 20:05 (13:05)
| Sheet B            | Sheet B                             | 1 | 2 | 3 | 4 | 5 | 6 | 7 | 8 | VE |
| 1. end utolsó köve | Ausztrália (Gill / Hewitt)          | 1 | 0 | 1 | 0 | 0 | 3 | 0 | 0 | 5  |
|                    | Egyesült Államok (Persinger / Plys) | 0 | 1 | 0 | 1 | 1 | 0 | 2 | 1 | 6  |

2. forduló, február 3., 9:05 (2:05)
| Sheet A            | Sheet A                    | 1 | 2 | 3 | 4 | 5 | 6 | 7 | 8 | VE |
|                    | Ausztrália (Gill / Hewitt) | 0 | 1 | 0 | 0 | 0 | 3 | 0 | 1 | 5  |
| 1. end utolsó köve | Kína (Fan / Ling)          | 1 | 0 | 2 | 0 | 1 | 0 | 2 | 0 | 6  |

4. forduló, február 3., 20:05 (13:05)
| Sheet D            | Sheet D                     | 1 | 2 | 3 | 4 | 5 | 6 | 7 | 8 | VE |
| 1. end utolsó köve | Csehország (Paulová / Paul) | 1 | 3 | 1 | 0 | 1 | 0 | 2 | X | 8  |
|                    | Ausztrália (Gill / Hewitt)  | 0 | 0 | 0 | 1 | 0 | 1 | 0 | X | 2  |

5. forduló, február 4., 8:35 (1:35)
| Sheet B            | Sheet B                        | 1 | 2 | 3 | 4 | 5 | 6 | 7 | 8 | VE |
| 1. end utolsó köve | Svédország (de Val / Eriksson) | 1 | 0 | 1 | 1 | 1 | 0 | 3 | 0 | 7  |
|                    | Ausztrália (Gill / Hewitt)     | 0 | 1 | 0 | 0 | 0 | 3 | 0 | 2 | 6  |

6. forduló, február 4., 13:35 (6:35)
| Sheet C            | Sheet C                        | 1 | 2 | 3 | 4 | 5 | 6 | 7 | 8 | 9 | VE |
| 1. end utolsó köve | Nagy-Britannia (Dodds / Mouat) | 2 | 1 | 0 | 3 | 0 | 0 | 2 | 0 | 1 | 9  |
|                    | Ausztrália (Gill / Hewitt)     | 0 | 0 | 1 | 0 | 3 | 2 | 0 | 2 | 0 | 8  |

7. forduló, február 5., 9:05 (2:05)
| Sheet C            | Sheet C                           | 1 | 2 | 3 | 4 | 5 | 6 | 7 | 8 | VE |
|                    | Ausztrália (Gill / Hewitt)        | 0 | 0 | 1 | 0 | 3 | 0 | X | X | 4  |
| 1. end utolsó köve | Norvégia (Skaslien / Nedregotten) | 4 | 2 | 0 | 1 | 0 | 3 | X | X | 10 |

8. forduló, február 5., 14:05 (7:05)
| Sheet D            | Sheet D                             | 1 | 2 | 3 | 4 | 5 | 6 | 7 | 8 | VE |
|                    | Ausztrália (Gill / Hewitt)          | 1 | 0 | 0 | 1 | 0 | 1 | 0 | X | 3  |
| 1. end utolsó köve | Olaszország (Constantini / Mosaner) | 0 | 2 | 1 | 0 | 1 | 0 | 3 | X | 7  |

11. forduló, február 6., 14:05 (7:05)
| Sheet B            | Sheet B                    | 1 | 2 | 3 | 4 | 5 | 6 | 7 | 8 | VE |
| 1. end utolsó köve | Ausztrália (Gill / Hewitt) | 2 | 1 | 0 | 0 | 0 | 3 | 2 | 1 | 9  |
|                    | Svájc (Perret / Rios)      | 0 | 0 | 1 | 3 | 2 | 0 | 0 | 0 | 6  |

12. forduló, február 6., 20:05 (13:05)
| Sheet A            | Sheet A                    | 1 | 2 | 3 | 4 | 5 | 6 | 7 | 8 | 9 | VE |
|                    | Kanada (Homan / Morris)    | 0 | 0 | 0 | 0 | 4 | 0 | 3 | 1 | 0 | 8  |
| 1. end utolsó köve | Ausztrália (Gill / Hewitt) | 3 | 2 | 1 | 1 | 0 | 1 | 0 | 0 | 2 | 10 |

| Csapat     | Helyezés |
| ---------- | -------- |
| Ausztrália | 10.      |

## Műkorcsolya
| Versenyző      | Versenyszám  | Rövid program | Rövid program | Kűr     | Kűr     | Összesítés | Összesítés |
| Versenyző      | Versenyszám  | Pont          | Hely.         | Pont    | Hely.   | Pont       | Helyezés   |
| -------------- | ------------ | ------------- | ------------- | ------- | ------- | ---------- | ---------- |
| Brendan Kerry  | Férfi egyéni | 84,79         | 17.           | 160,01  | 16.     | 244,80     | 17.        |
| Kailani Craine | Női egyéni   | 49,93         | 29.           | kiesett | kiesett | kiesett    | kiesett    |

## Rövidpályás gyorskorcsolya
Férfi
| Versenyző     | Versenyszám | Előfutam | Előfutam | Negyeddöntő | Negyeddöntő | Elődöntő | Elődöntő | B döntő | B döntő | Döntő   | Döntő   | Helyezés |
| Versenyző     | Versenyszám | Idő      | Hely.    | Idő         | Hely.       | Idő      | Hely.    | Idő     | Hely.   | Idő     | Hely.   | Helyezés |
| ------------- | ----------- | -------- | -------- | ----------- | ----------- | -------- | -------- | ------- | ------- | ------- | ------- | -------- |
| Brendan Corey | 500 m       | 41,097   | 3.       | kiesett     | kiesett     | kiesett  | kiesett  | kiesett | kiesett | kiesett | kiesett | 21.      |
| Brendan Corey | 1000 m      | 1:23,908 | 2.       | kizárták    | kizárták    | kiesett  | kiesett  | kiesett | kiesett | kiesett | kiesett | 15.      |

## Síakrobatika
Ugrás
| Versenyző      | Versenyszám | Selejtező  | Selejtező  | Selejtező  | Selejtező     | Selejtező  | Döntő      | Döntő      | Döntő         | Döntő      | Döntő      | Helyezés |
| Versenyző      | Versenyszám | 1. forduló | 1. forduló | 2. forduló | 2. forduló    | 2. forduló | 1. forduló | 1. forduló | 1. forduló    | 1. forduló | 2. forduló | Helyezés |
| Versenyző      | Versenyszám | Pont       | Hely.      | Pont       | Jobb eredmény | Hely.      | 1. ugrás   | 2.ugrás    | Jobb eredmény | Hely.      | Pont       | Helyezés |
| -------------- | ----------- | ---------- | ---------- | ---------- | ------------- | ---------- | ---------- | ---------- | ------------- | ---------- | ---------- | -------- |
| Gabi Ash       | Női         | 77,17      | 17.        | 80,04      | 80,04         | 8.         | kiesett    | kiesett    | kiesett       | kiesett    | kiesett    | 14.      |
| Laura Peel     | Női         | 104,54     | 1.         | kiemelt    | kiemelt       | kiemelt    | 69,16      | 100,02     | 100,02        | 4.         | 78,56      | 5.       |
| Danielle Scott | Női         | 96,23      | 4.         | kiemelt    | kiemelt       | kiemelt    | 71,23      | 64,79      | 71,23         | 10.        | kiesett    | 10.      |

Akrobatika
Női
| Versenyző    | Versenyszám | Selejtező | Selejtező | Selejtező     | Selejtező | Döntő    | Döntő    | Döntő    | Döntő         | Döntő    |
| Versenyző    | Versenyszám | 1. futam  | 2. futam  | Jobb eredmény | Hely.     | 1. futam | 2. futam | 3. futam | Jobb eredmény | Helyezés |
| ------------ | ----------- | --------- | --------- | ------------- | --------- | -------- | -------- | -------- | ------------- | -------- |
| Abi Harrigan | Slopestyle  | 16,10     | 26,31     | 26,31         | 26.       | kiesett  | kiesett  | kiesett  | kiesett       | kiesett  |

Mogul
| Versenyző      | Versenyszám | Selejtező     | Selejtező     | Selejtező     | Selejtező     | Selejtező  | Selejtező  | Selejtező  | Selejtező  | Döntő    | Döntő    | Döntő    | Döntő    | Döntő    | Döntő    | Döntő    | Döntő    | Döntő    | Döntő    | Döntő    | Helyezés                 |
| Versenyző      | Versenyszám | 1. futam      | 1. futam      | 1. futam      | 1. futam      | 2. futam   | 2. futam   | 2. futam   | 2. futam   | 1. futam | 1. futam | 1. futam | 1. futam | 2. futam | 2. futam | 2. futam | 2. futam | 3. futam | 3. futam | 3. futam | Helyezés                 |
| Versenyző      | Versenyszám | Idő           | Pont          | Össz.         | Hely.         | Idő        | Pont       | Össz.      | Hely.      | Idő      | Pont     | Össz.    | Hely.    | Idő      | Pont     | Össz.    | Hely.    | Idő      | Pont     | Össz.    | Helyezés                 |
| -------------- | ----------- | ------------- | ------------- | ------------- | ------------- | ---------- | ---------- | ---------- | ---------- | -------- | -------- | -------- | -------- | -------- | -------- | -------- | -------- | -------- | -------- | -------- | ------------------------ |
| Matt Graham    | Férfi       | nem ért célba | nem ért célba | nem ért célba | nem ért célba | 23,97      | 48,74      | 65,13      | 19.        | kiesett  | kiesett  | kiesett  | kiesett  | kiesett  | kiesett  | kiesett  | kiesett  | kiesett  | kiesett  | kiesett  | 29.                      |
| James Matheson | Férfi       | 26,10         | 58,28         | 71,86         | 20.           | 25,76      | 59,17      | 73,20      | 14.        | kiesett  | kiesett  | kiesett  | kiesett  | kiesett  | kiesett  | kiesett  | kiesett  | kiesett  | kiesett  | kiesett  | 24.                      |
| Brodie Summers | Férfi       | 24,46         | 59,92         | 75,66         | 11.           | 24,71      | 62,72      | 77,93      | 2.         | 24,40    | 60,13    | 76,15    | 12.      | 24,47    | 59,27    | 75,00    | 10.      | kiesett  | kiesett  | kiesett  | 10.                      |
| Cooper Woods   | Férfi       | 26,45         | 61,53         | 74,65         | 14.           | 24,01      | 60,40      | 76,74      | 4.         | 24,19    | 61,48    | 77,58    | 7.       | 25,02    | 62,21    | 77,22    | 5.       | 25,01    | 63,86    | 78,88    | 6.                       |
| Jakara Anthony | Női         | 27,96         | 67,26         | 83,75         | 1.            | kiemelt    | kiemelt    | kiemelt    | kiemelt    | 27,70    | 65,13    | 81,91    | 1.       | 27,82    | 64,64    | 81,29    | 1.       | 27,63    | 66,43    | 83,09    | 1. helyezett, aranyérmes |
| Sophie Ash     | Női         | 30,39         | 55,61         | 69,36         | 13.           | 30,12      | 58,14      | 72,20      | 3.         | 30,57    | 56,92    | 70,47    | 16.      | kiesett  | kiesett  | kiesett  | kiesett  | kiesett  | kiesett  | kiesett  | 16.                      |
| Britteny Cox   | Női         | 29,86         | 57,91         | 72,26         | 9.            | kiemelt    | kiemelt    | kiemelt    | kiemelt    | 30,04    | 58,89    | 73,04    | 14.      | kiesett  | kiesett  | kiesett  | kiesett  | kiesett  | kiesett  | kiesett  | 14.                      |
| Taylah O'Neill | Női         | nem ért célba | nem ért célba | nem ért célba | nem ért célba | nem indult | nem indult | nem indult | nem indult | kiesett  | kiesett  | kiesett  | kiesett  | kiesett  | kiesett  | kiesett  | kiesett  | kiesett  | kiesett  | kiesett  | kiesett                  |

Krossz
| Versenyző        | Versenyszám | Rangsorolás | Rangsorolás | Nyolcaddöntő | Negyeddöntő | Elődöntő | Döntő       | Helyezés |
| Versenyző        | Versenyszám | Idő         | Hely.       | Helyezés     | Helyezés    | Helyezés | Helyezés    | Helyezés |
| ---------------- | ----------- | ----------- | ----------- | ------------ | ----------- | -------- | ----------- | -------- |
| Sami Kennedy-Sim | Női         | 1:19,14     | 11.         | 1.           | 1.          | 4.       | Kisdöntő 4. | 8.       |

## Sífutás
Távolsági
Férfi
| Versenyző          | Versenyszám | Klasszikus | Klasszikus | Szabad     | Szabad     | Összesen   | Összesen |
| Versenyző          | Versenyszám | Idő        | Hely.      | Idő        | Hely.      | Idő        | Helyezés |
| ------------------ | ----------- | ---------- | ---------- | ---------- | ---------- | ---------- | -------- |
| Phillip Bellingham | 15 km       |            |            |            |            | 44:46,8    | 75.      |
| Phillip Bellingham | 30 km       | lekörözték | lekörözték | lekörözték | lekörözték | lekörözték | 65.      |
| Phillip Bellingham | 50 km       |            |            |            |            | 1:23:03,8  | 53.      |
| Seve de Campo      | 15 km       |            |            |            |            | 44:21,2    | 72.      |
| Seve de Campo      | 30 km       | 47:05,7    | 63.        | lekörözték | lekörözték | lekörözték | 61.      |
| Seve de Campo      | 50 km       |            |            |            |            | 1:21:02,5  | 51.      |
| Hugo Hinckfuss     | 15 km       |            |            |            |            | 46:05,9    | 81.      |
| Lars Young Vik     | 15 km       |            |            |            |            | 44:50,6    | 76.      |

Női
| Versenyző      | Versenyszám | Klasszikus | Klasszikus | Szabad  | Szabad | Összesen  | Összesen |
| Versenyző      | Versenyszám | Idő        | Hely.      | Idő     | Hely.  | Idő       | Helyezés |
| -------------- | ----------- | ---------- | ---------- | ------- | ------ | --------- | -------- |
| Casey Wright   | 10 km       |            |            |         |        | 33:31,1   | 67.      |
| Casey Wright   | 30 km       |            |            |         |        | 1:44:19,9 | 56.      |
| Jessica Yeaton | 10 km       |            |            |         |        | 31:54,6   | 51.      |
| Jessica Yeaton | 15 km       | 25:08,1    | 42.        | 22:58,9 | 19.    | 48:54,0   | 31.      |
| Jessica Yeaton | 30 km       |            |            |         |        | 1:37:06,1 | 43.      |

Sprint
| Versenyző                        | Versenyszám         | Selejtező | Selejtező | Negyeddöntő | Negyeddöntő | Elődöntő | Elődöntő | Döntő   | Helyezés |
| Versenyző                        | Versenyszám         | Idő       | Hely.     | Idő         | Hely.       | Idő      | Hely.    | Idő     | Helyezés |
| -------------------------------- | ------------------- | --------- | --------- | ----------- | ----------- | -------- | -------- | ------- | -------- |
| Phillip Bellingham               | Férfi egyéni sprint | 3:01,57   | 50.       | kiesett     | kiesett     | kiesett  | kiesett  | kiesett | 50.      |
| Seve de Campo                    | Férfi egyéni sprint | 3:04,81   | 63.       | kiesett     | kiesett     | kiesett  | kiesett  | kiesett | 63.      |
| Hugo Hinckfuss                   | Férfi egyéni sprint | 3:04,44   | 61.       | kiesett     | kiesett     | kiesett  | kiesett  | kiesett | 61.      |
| Lars Young Vik                   | Férfi egyéni sprint | 3:02,52   | 55.       | kiesett     | kiesett     | kiesett  | kiesett  | kiesett | 55.      |
| Phillip Bellingham Seve de Campo | Férfi csapatsprint  |           |           |             |             | 21:17,35 | 11.      | kiesett | 22.      |
| Casey Wright                     | Női egyéni sprint   | 3:39,22   | 65.       | kiesett     | kiesett     | kiesett  | kiesett  | kiesett | 65.      |
| Jessica Yeaton                   | Női egyéni sprint   | 3:32,85   | 52.       | kiesett     | kiesett     | kiesett  | kiesett  | kiesett | 52.      |
| Casey Wright Jessica Yeaton      | Női csapatsprint    |           |           |             |             | 25:13,4  | 8.       | kiesett | 16.      |

## Snowboard
Akrobatika
Férfi
| Versenyző        | Versenyszám | Selejtező | Selejtező | Selejtező | Selejtező     | Selejtező | Döntő    | Döntő    | Döntő    | Döntő         | Helyezés                 |
| Versenyző        | Versenyszám | 1. futam  | 2. futam  | 3. futam  | Jobb eredmény | Hely.     | 1. futam | 2. futam | 3. futam | Jobb eredmény | Helyezés                 |
| ---------------- | ----------- | --------- | --------- | --------- | ------------- | --------- | -------- | -------- | -------- | ------------- | ------------------------ |
| Matthew Cox      | Big air     | 56,25     | 19,00     | 13,75     | 70,00         | 28.       | kiesett  | kiesett  | kiesett  | kiesett       | 28.                      |
| Matthew Cox      | Slopestyle  | 34,46     | 39,98     |           | 39,98         | 26.       | kiesett  | kiesett  | kiesett  | kiesett       | 26.                      |
| Valentino Guseli | Halfpipe    | 31,75     | 85,75     |           | 85,75         | 5.        | 75,75    | 79,75    | 79,75    | 79,75         | 6.                       |
| Scotty James     | Halfpipe    | 88,25     | 91,25     |           | 91,25         | 2.        | 16,50    | 92,50    | 47,75    | 92,50         | 2. helyezett, ezüstérmes |

Női
| Versenyző    | Versenyszám | Selejtező | Selejtező | Selejtező | Selejtező     | Selejtező | Döntő    | Döntő    | Döntő    | Döntő         | Helyezés                 |
| Versenyző    | Versenyszám | 1. futam  | 2. futam  | 3. futam  | Jobb eredmény | Hely.     | 1. futam | 2. futam | 3. futam | Jobb eredmény | Helyezés                 |
| ------------ | ----------- | --------- | --------- | --------- | ------------- | --------- | -------- | -------- | -------- | ------------- | ------------------------ |
| Emily Arthur | Halfpipe    | 62,50     | 19,75     |           | 62,50         | 14.       | kiesett  | kiesett  | kiesett  | kiesett       | 14.                      |
| Tess Coady   | Big air     | 74,00     | 54,75     | 62,25     | 136,25        | 7.        | 85,00    | 29,75    | 8,50     | 114,75        | 9.                       |
| Tess Coady   | Slopestyle  | 55,98     | 71,13     |           | 71,13         | 8.        | 82,68    | 55,98    | 84,15    | 84,15         | 3. helyezett, bronzérmes |

Snowboard cross
| Versenyző                      | Versenyszám | Rangsorolás | Rangsorolás | Nyolcaddöntő | Negyeddöntő | Elődöntő | Döntő    | Helyezés |
| Versenyző                      | Versenyszám | Idő         | Hely.       | Helyezés     | Helyezés    | Helyezés | Helyezés | Helyezés |
| ------------------------------ | ----------- | ----------- | ----------- | ------------ | ----------- | -------- | -------- | -------- |
| Cam Bolton                     | Férfi       | 1:17,92     | 8.          | 1.           | 4.          | kiesett  | kiesett  | 13.      |
| Adam Dickson                   | Férfi       | 1:18,56     | 15.         | 3.           | kiesett     | kiesett  | kiesett  | 21.      |
| Jarryd Hughes                  | Férfi       | 1:20,48     | 28.         | 4.           | kiesett     | kiesett  | kiesett  | 29.      |
| Adam Lambert                   | Férfi       | 1:17,56     | 17.         | 3.           | kiesett     | kiesett  | kiesett  | 22.      |
| Josie Baff                     | Női         | 1:25,11     | 14.         | 3.           | kiesett     | kiesett  | kiesett  | 18.      |
| Belle Brockhoff                | Női         | 1:24,72     | 18.         | 2.           | 2.          | 2.       | 4.       | 4.       |
| Cameron Bolton Belle Brockhoff | Vegyes      |             |             |              | 3.          | kiesett  | kiesett  | =9.      |
| Adam Lambert Josie Baff        | Vegyes      |             |             |              | 4.          | kiesett  | kiesett  | =13.     |

## Szánkó
| Versenyző          | Versenyszám | 1. futam | 1. futam | 2. futam | 2. futam | 3. futam | 3. futam | 4. futam | 4. futam | Összesítés | Összesítés |
| Versenyző          | Versenyszám | Idő      | Hely.    | Idő      | Hely.    | Idő      | Hely.    | Idő      | Hely.    | Idő        | Helyezés   |
| ------------------ | ----------- | -------- | -------- | -------- | -------- | -------- | -------- | -------- | -------- | ---------- | ---------- |
| Alexander Ferlazzo | Férfi egyes | 58,216   | 19.      | 58,994   | 24.      | 58,122   | 16.      | 57,887   | 12.      | 3:53,219   | 16.        |

## Szkeleton
| Versenyző        | Versenyszám | 1. futam | 1. futam | 2. futam | 2. futam | 3. futam | 3. futam | 4. futam | 4. futam | Összesítés | Összesítés               |
| Versenyző        | Versenyszám | Idő      | Hely.    | Idő      | Hely.    | Idő      | Hely.    | Idő      | Hely.    | Idő        | Helyezés                 |
| ---------------- | ----------- | -------- | -------- | -------- | -------- | -------- | -------- | -------- | -------- | ---------- | ------------------------ |
| Nick Timmings    | Férfi       | 1:03,76  | 25.      | 1:02,83  | 24.      | 1:01,78  | 20.      | kiesett  | kiesett  | 3:08,37    | 25.                      |
| Jaclyn Narracott | Női         | 1:02,05  | 2.       | 1:02,29  | 3.       | 1:01,79  | 3.       | 1:02,11  | 4.       | 4:08,24    | 2. helyezett, ezüstérmes |